# جون س. ليلي
جون س. ليلي (بالإنجليزية: John C. Lilly)‏ هو كاتب وطبيب نفسي وعالم أعصاب أمريكي، ولد في 6 يناير 1915 في سانت بول في الولايات المتحدة، وتوفي في 30 سبتمبر 2001 في لوس أنجلوس في الولايات المتحدة. كان ليلي واحدًا من جيل علماء ومفكري الثقافة المضادة التي ضمت تيموثي ليري، ورام داس وورنر إرهارد، إذ اجتمع ثلاثتهم بشكل دوري في منزل ليلي. غالبًا ما أثار ليلي الجدل، وخاصة بين علماء التيار الرئيسي.
أجرى ليلي بحثًا عالي المستوى خلال الحرب العالمية الثانية وخضع لاحقًا للتدريب كمحلل نفسي. اكتسب شهرة في خمسينيات القرن العشرين بعد تطويره خزان العزل. نظر ليلي إلى هذه الخزانات، التي تعزل المستخدم داخلها عن جميع المنبهات الخارجية، بوصفها وسيلة لاستكشاف طبيعة الوعي البشري. دمج في وقت لاحق عمله هذا مع جهوده للتواصل مع الدلافين. بدأ ليلي دراسة التواصل اللفظي لدى الدلفين قاروري الأنف، وأسس العديد من المراكز المختصة بدراسة الدلافين في جزر فيرجن الأمريكية، ثم في سان فرانسيسكو. بعد عقد من الزمن على ذلك، بدأ ليلي في إجراء التجارب على العقاقير المخلة بالنفس، بما في ذلك «إل إس دي»، وغالبًا ما ترافق ذلك مع اختبار حالة العزلة. ألهم عمله اثنين من أفلام هوليوود، يوم الدلفين (1973) والحالات المعدلة (1980).

## النشأة وتعليمه
وُلد ليلي لعائلة ثرية في 6 يناير 1915 في سانت بول بولاية مينيسوتا. كان والده ريتشارد كويل ليلي رئيس البنك الوطني الأول لسانت بول. كانت والدته راشيل لينور كانينغام بدورها فردًا من العائلة المالكة لشركة كانينغام آند هاس، إحدى شركات المواشي الكبيرة في سانت بول. كان ليلي الابن الأوسط، وكان اسم أخيه الأكبر ريتشارد ليلي جونيور، بينما سُمي أخوه الأصغر ديفيد ماهر ليلي. أنجبت العائلة طفلًا رابعًا، ماري كاثرين ليلي، التي ماتت في طفولتها.
أظهر ليلي اهتمامًا بالعلوم في سن مبكرة. منذ سن الثالثة عشرة، كان ليلي من هواة الكيمياء الشغوفين، إذ ملأ مختبره المؤقت في طابق المنزل السفلي بمختلف المواد الكيميائية التي استطاع تحصيلها بمساعدة أحد الأصدقاء الصيادلة. أطلق عليه زملاؤه من الطلاب في المدرسة لقب «آينشتاين جونيور». التحق ليلي بأكاديمية سانت بول (إس بّي إيه) في عمر 14 سنة، وهي أكاديمية إعدادية للبنين حيث شجعه معلموه على المضي في دراسة العلوم وإجراء تجاربه في مختبر المدرسة لساعات.
طور ليلي أيضًا اهتمامه في الفلسفة أثناء وجوده في أكاديمية سانت بول. درس أعمال العديد من الفلاسفة العظماء، ووجد نفسه مهتمًا بشكل خاص في المثالية الذاتية لعالم الإلهيات والفيلسوف الأيرلندي جورج بيركلي.
على الرغم من رغبة والده بالتحاقه جامعة رابطة اللبلاب ليصبح مصرفيًا، حصل ليلي على منحة دراسية من معهد كاليفورنيا للتقنية في باسادينا بولاية كاليفورنيا حيث ذهب لدراسة علم الأحياء. كان ليلي رئيس نادي التزلج وأحد أعضاء نادي الدراما، وعاش أيضًا في بلاكر هاوس. بعد نهاية سنته الدراسية الأولى، أدرك معهد كاليفورنيا للتقنية انحداره من عائلة ثرية وألغى منحته الدراسية، ما اضطره إلى الذهاب إلى والده طلبًا للمساعدة. أنشأ ديك ليلي صندوقًا ائتمانيًا من أجل دفع الرسوم الدراسية وأصبح في النهاية أحد المتبرعين الممولين للكلية. استمر ليلي في الاعتماد على ثروة عائلته في تمويل مساعيه العلمية طوال فترة حياته.
في عام 1934، قرأ ليلي رواية عالم جديد شجاع لأدولس هكسلي. شكلت طرق التحكم الدوائية في ديستوبيا هكسلي من جهة والروابط بين العمليات الكيميائية الفيزيائية الدماغية والتجارب الذاتية العقلية من جهة أخرى مصادر الإلهام التي دفعت ليلي إلى التخلي عن دراسة الفيزياء ومتابعة دراسته في علم الأحياء، فصب تركيزه في النهاية على الفيزيولوجيا العصبية.
كان ليلي مخطوبًا لماري كراوتش في بداية سنته الأولى في معهد كاليفورنيا للتقنية. حصل ليلي قبل زفافهما بأشهر على عمل في شركة أخشاب في الشمال الغربي ليريح نفسه من «الإرهاق العصبي» الناجم عن الضغوط الأكاديمية وعبء زواجه القادم. خلال فترة الإجازة هذه، نُقل ليلي إلى المستشفى بعد تعرضه لإصابة في القدم بواسطة فأس أثناء قطع الأغصان. ألهمته فترة وجوده في جناح الإصابات الرضية الرغبة في العمل كطبيب في الطب.
أثناء بحثه عن كلية جيدة لدراسة الطب في عام 1937، رتب والده الثري صاحب النفوذ لقاءً بين ليلي وتشارلس هوراس مايو الشهير بعيادة مايو كلينك المعروفة في روتشستر بولاية مينيسوتا. بناءً على نصيحة مايو، تقدم ليلي بطلب الالتحاق وحصل على قبول من مدرسة غيزل للطب في كلية دارتموث في هانوفر في نيو هامباشير، حيث أصبح صديقًا مقرّبًا لابن مايو، تشارلز ويليام مايو. تخرج ليلي من معهد كاليفورنيا للتقنية بدرجة بكالوريوس في العلوم في 10 يونيو 1938، والتحق في كلية دارتموث في شهر سبتمبر اللاحق.
في دارتموث، بدأ ليلي في دراسة علم التشريح، وأجرى عمليات التشريح على 32 جثة أثناء وجوده هناك. عمل إحدى المرات على تمديد السبيل المعوي بالكامل على طول الغرفة من أجل تحديد طوله الحقيقي بشكل دقيق.
بعد سنته الأولى في دارتموث، عاد ليلي خلال فترة الصيف إلى باسادينا للمشاركة في تجربة مع أستاذه السابق في الكيمياء الحيوية هنري بورسوك. هدفت هذه التجربة إلى دراسة تشكل الغليكوسيامين، الذي يمثل أحد المصادر الرئيسية للقوة العضلية في جسم الإنسان. شملت التجربة اتباع ليلي لنظام غذائي خال تمامًا من البروتين مع تناوله جرعات محددة بدقة من الجلايسين والأرجنين، اللذين يمثلان الحمضين الأمينيين المسؤولين عن تشكيل الغليكوسيامين وفقًا لافتراضات بورسوك. دفعت هذه التجارب ليلي إلى حدود جسدية ونفسية شديدة؛ تفاقمت حالة الضعف والهذيان مع مرور الأسابيع. أكدت نتائج هذه التجربة فرضية بورسوك الذي أدرج اسم ليلي بين الباحثين المسؤولين عنها، ما جعلها الورقة البحثية المنشورة الأولى له خلال مسيرته المهنية. مثلت هذه التجربة أيضًا واحدة من أولى الحوادث التي عرض فيها صحته للخطر من خلال إخضاع جسمه للتجارب طويلة الأمد.
بعد عامين في دارتموث، قرر ليلي مواصلة مهنته في البحث الطبي، عوضًا عن الممارسة العلاجية المعتادة بين طلاب الطب في دارتموث في ذلك الوقت. قرر أيضًا الانتقال إلى كلية الطب في جامعة بنسلفانيا، التي استطاعت توفير فرض أفضل لإجراء البحوث.
في جامعة بنسلفانيا، التقى ليلي البروفيسور إتش. كوثبرت بازيت، الذي يؤيد عالم الفيزيولوجيا البريطاني جيه. ب. س. هولدين. تعرف ليلي من خلال بازيت على وجهة نظر هولدين المتمثلة في أنه لا يجوز للباحث إجراء أي تجربة على شخص آخر ما لم يجريها في البداية على نفسه، إذ تبنى ليلي وجهة النظر هذه وحاول تجسيدها طوال مسيرته المهنية. أبدى بازيت إعجابه بطالب الدراسات اليافع المتحمس، إذ ضم ليلي للعمل معه في مختبره الخاص. أثناء عمله تحت إشراف بازيت، تمكن ليلي من ابتكار اختراعه الأول، مقياس ضغط الحجاب الحاجز باستخدام السعة الكهربائية، وهو جهاز مستخدم لقياس ضغط الدم. خلال عمله في تصميم الجهاز، تلقى مشورة هندسية كهربائية من رائد الفيزياء الحيوية بريتون تشانس. استطاع ليلي أيضًا التعرف على عالم الحاسوب، الذي كان في مراحله المبكرة، من خلال تشانس.
أثناء تقدمه للحصول على شهادته في جامعة بنسلفانيا، التحق ليلي أيضًا في فصل بعنوان «كيفية صنع القنبلة الذرية». نسخ ليلي مع عدد من الطلاب الآخرين الملاحظات من الفصل في كتاب يحمل العنوان نفسه. حاول رئيس مشروع مانهاتن، الجنرال ليزلي غروفر، حظر نشر هذا الكتاب، إلا أنه فشل في ذلك نتيجة عدم وجود أي بيانات سرية ممنوعة النشر في الكتاب.
تخرج ليلي بشهادة في الطب من جامعة بنسلفانيا في عام 1942.

## وصلات خارجية
- الموقع الرسمي
- جون س. ليلي على موقع ميوزك برينز (الإنجليزية)
- جون س. ليلي على موقع إن إن دي بي (الإنجليزية)
- جون س. ليلي على موقع ديسكوغز (الإنجليزية)